# 14-es busz (Dunaharaszti)
A dunaharaszti 14-es busz a HÉV-állomás és a MÁV-alsó között közlekedik. A vonalat a Ventona-Trans Kft. üzemelteti. A járat munkanapokon, napi 2 alkalommal közlekedik.

## Története
2022. október 3-ától lakossági kérésre munkanapokon napi két alkalommal a busz a Paradicsomszigetig közlekedik, így segítve az ott élő emberek iskolába vagy munkába járását.

2023. január 30-ától a 150-es vasútvonal átépítése miatt a Dunaharaszti-alsó vasúti megállóhely melletti, Magyar utcai végállomást a vasútépítés végéig megszüntették, és az érintett járatok végállomását áthelyezték. A 20-as busz végállomása a MÁV-alsó utca és a Kaszala Károly utca sarkára, míg a 2-es, 4-es, 14-es végállomása a Magyar utca és a Homok utca sarkára került.

## Útvonala
| Dunaharaszti-alsó MÁV állomás (MÁV-alsó) felé |  |
| --- |  |
| Dunaharaszti-külső HÉV állomás – Fő út – Búzavirág sor – Paradicsomsziget, forduló – Búzavirág sor – Fő út – Magyar utca – Dunaharaszti-alsó MÁV állomás |  |
| Dunaharaszti-külső HÉV-állomás felé |  |
| Dunaharaszti-alsó MÁV állomástól Dunaharaszti-külső HÉV állomásig 2-es számú járatként indul a TESCO áruházig                                            |  |

## Megállói
| 0  | Dunaharaszti, HÉV állomás végállomás | ∫ | 1110 650, 653, 654, 655, 659, 660, 679 1, 1Y, 2, 3, 4, 20    |
| 2  | Városháza                            | ∫ | 650, 653, 654, 655 2, 4, 14                                  |
| 3  | Nádor utca                           | ∫ | 650, 653, 654, 655, 661 2, 4, 14                             |
| 4  | Király utca                          | ∫ | 650, 653, 654, 655 14                                        |
| 5  | Paradicsomsziget, bejárati út        | ∫ | 14                                                           |
| 6  | Paradicsomsziget, forduló            | ∫ | 14                                                           |
| 7  | Paradicsomsziget, bejárati út        | ∫ | 14                                                           |
| 9  | Király utca                          | ∫ | 650, 653, 654, 655 14                                        |
| ∫  | Vásárhelyi Pál utca (csak délután)   | ∫ | 4, 14                                                        |
| ∫  | Csatornapart (csak délután)          | ∫ | 4, 14                                                        |
| 10 | Magyar utca                          | ∫ | 2, 4                                                         |
| 11 | Csendes utca                         | ∫ | 2, 4, 14                                                     |
| 12 | MÁV-alsó végállomás                  | ∫ | Budapest–Kunszentmiklós-Tass–Kelebia-vasútvonal 2, 4, 14, 20 |

Délelőtti járat útvonala: HÉV-állomás – Paradicsomsziget – MÁV-alsó (– Csatornapart – HÉV-állomás)
Délutáni járat útvonala: HÉV-állomás – MÁV-alsó – Csatornapart – Paradicsomsziget – MÁV-alsó